# أندر ولوار (إقليم فرنسي)
وهو الإقليم فرنسي يقع في وسط فرنسا، وعاصمة الإقليم هي تور (Tours), عدد سكانه يصل إلى 130 الف نسمة. ومجموع سكان المقاطعة يصل إلى 380 الف نسمة تسمى ببستان فرنسا, ويمر بها نهر اللوار ونهر الشير.

## معرض صور

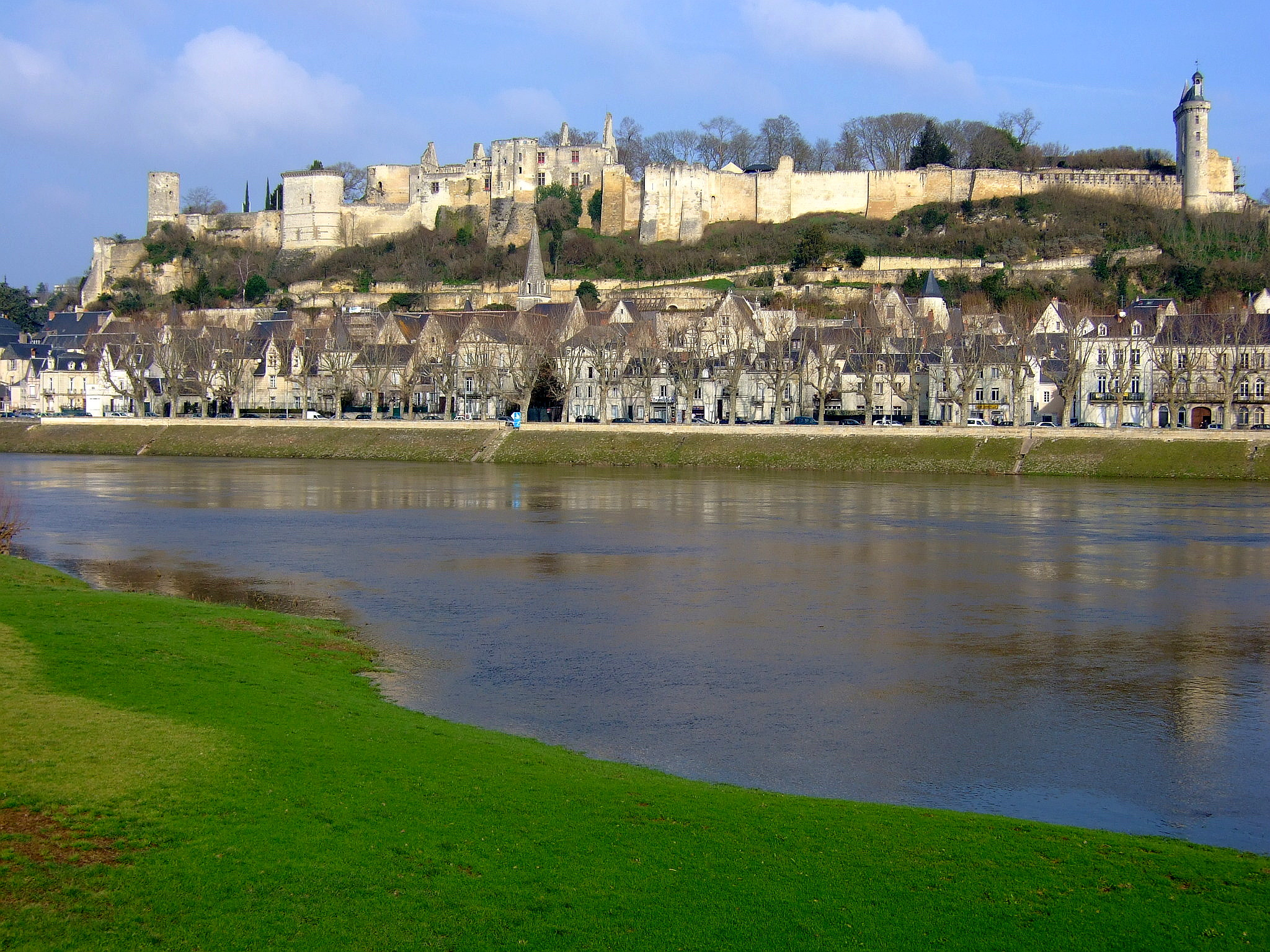
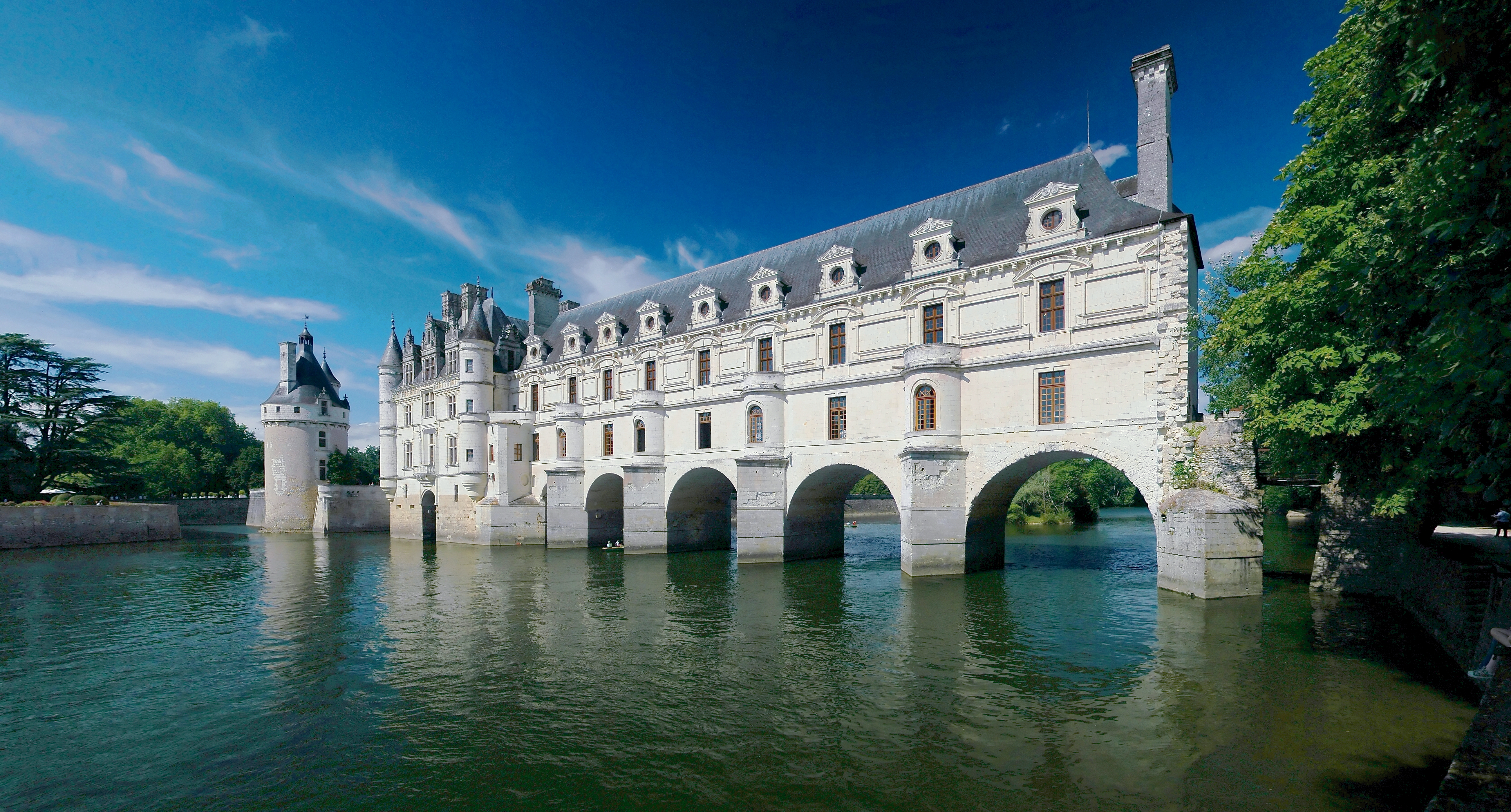
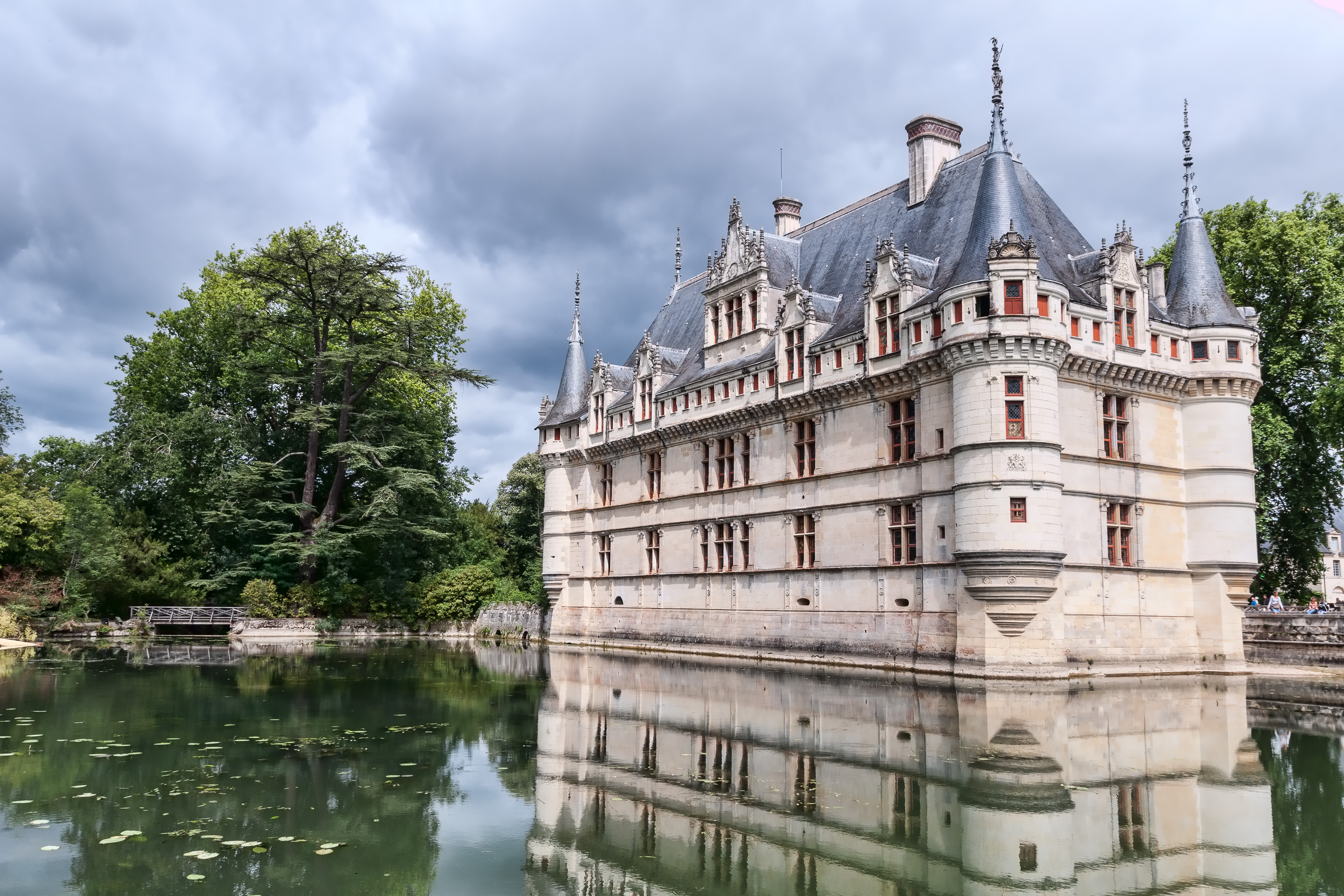
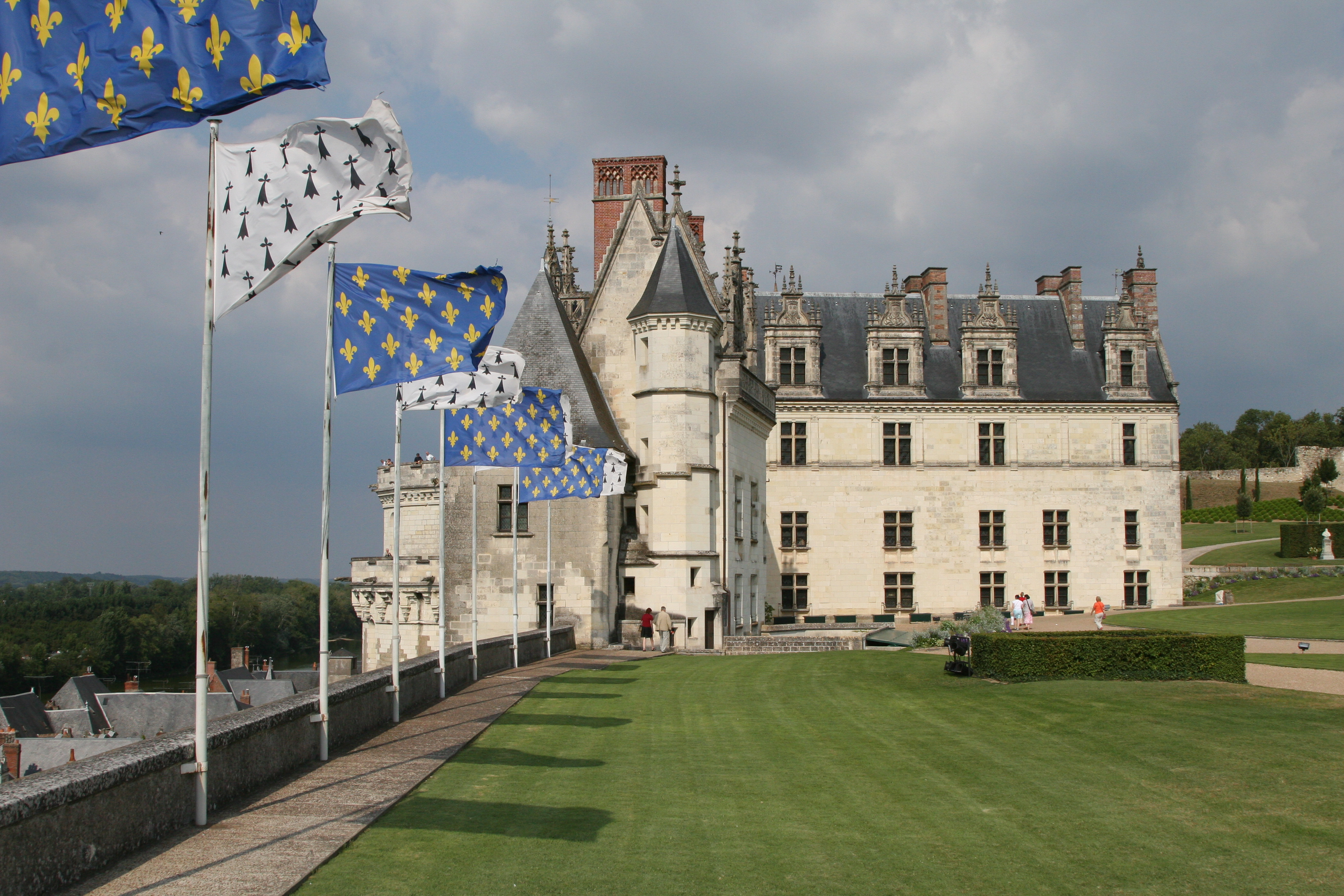
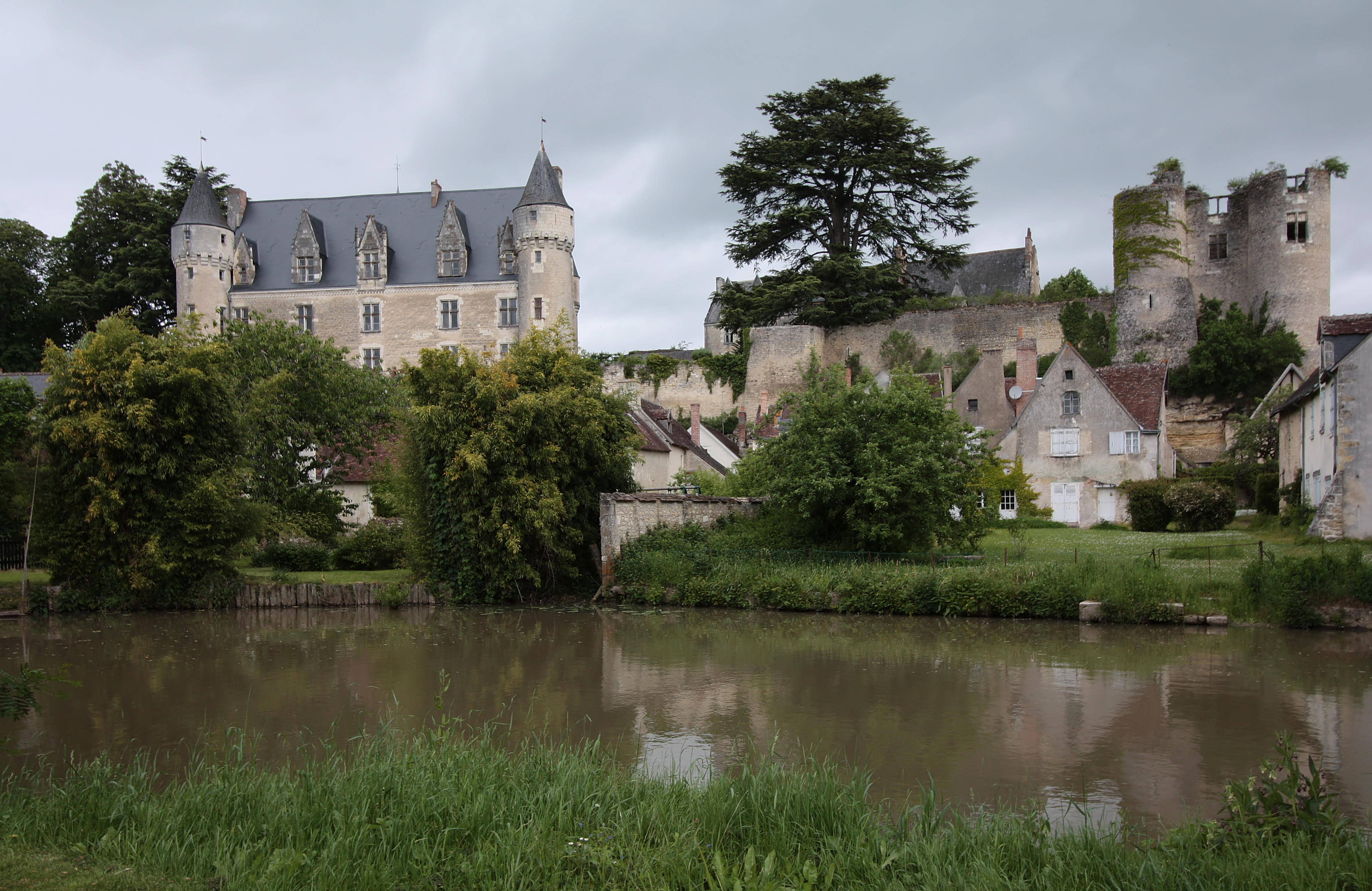
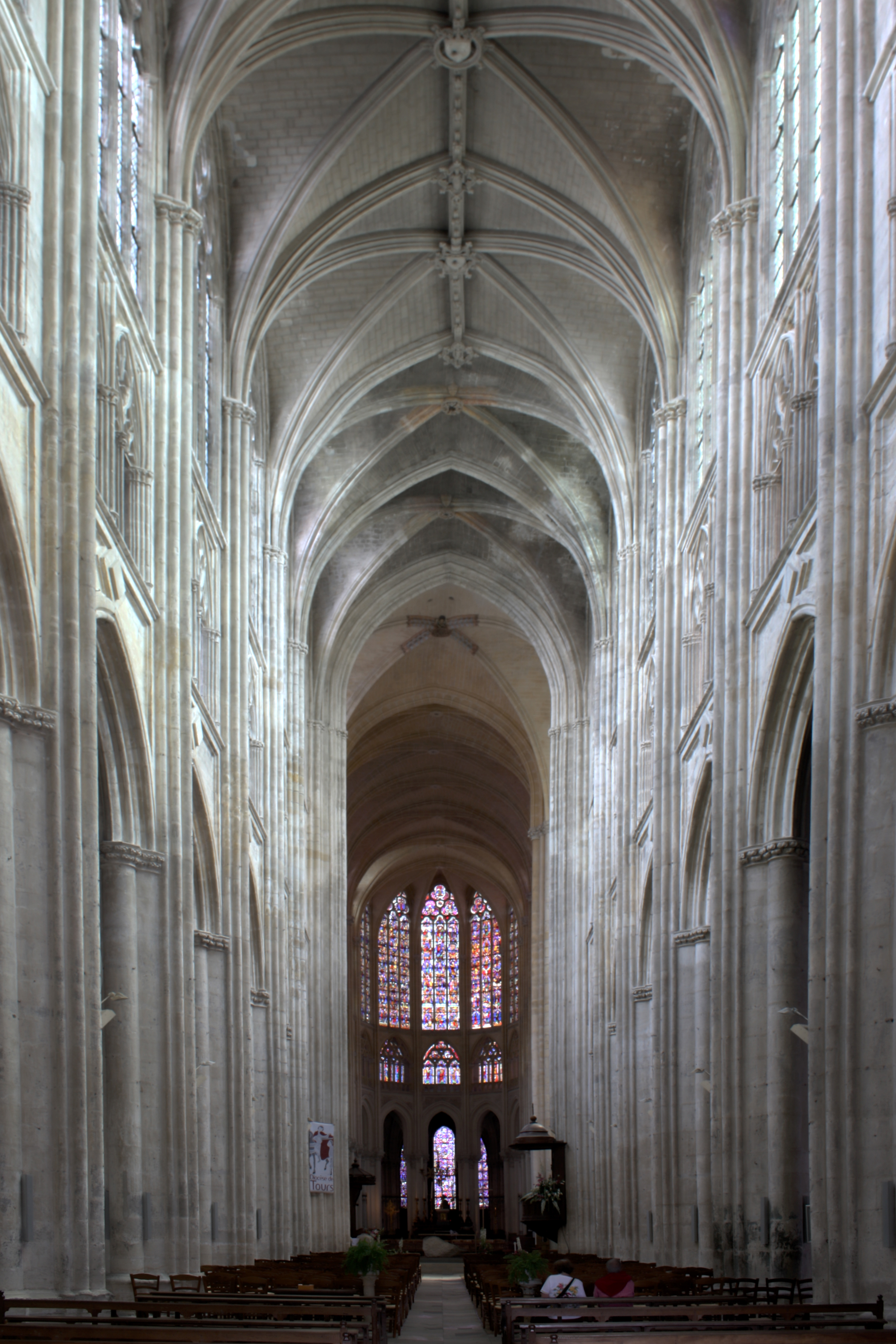

## أعلام
- بيير ليون
- آلان فورنير
- أغنس سيرويل